# 노스 선더 훈련
북쪽의 천둥(라드 알-샤말, 아랍어: رعد الشمال)은 아랍 및 이슬람 국가들, 특히 이집트, 아랍 에미리트, 바레인, 수단, 요르단, 파키스탄, 카타르, 쿠웨이트, 모로코, 차드, 코모로 제도, 튀니지, 오만, 예멘이 참여했던 사우디 아라비아의 합동 군사 훈련이다.

## 같이 보기
- 이라크 내란 (2011년~2013년)